# Proxatrypanius rockefelleri
Proxatrypanius rockefelleri là một loài bọ cánh cứng trong họ Cerambycidae.